# Нортхайм
 Тази статия е за града в Германия.  За окръга вижте Нортхайм (окръг).  
Нортхайм (на немски: Northeim) е град в южна Долна Саксония в северна Германия с 28 920 жители (2015). Нортхайм е бивш ханза град. Намира се на 20 км северно от големия град Гьотинген.
През Средновековието Нортхайм е главен град на Графство Нортхайм.